# Medaglia garibaldina

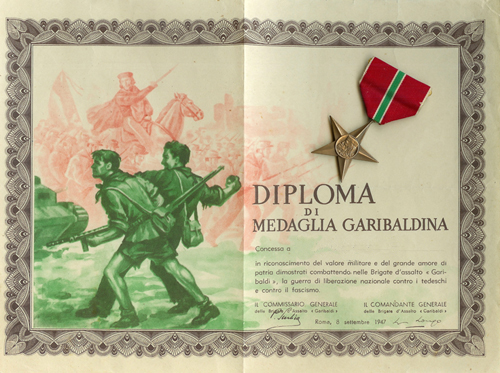
Diploma di conferimento della medaglia garibaldina

La medaglia garibaldina (nota anche come stella garibaldina o croce garibaldina nella sua versione a 3 punte) è un riconoscimento concesso ai combattenti, italiani e stranieri,  inquadrati nelle Brigate d'assalto "Garibaldi" che parteciparono durante la seconda guerra mondiale alla lotta di liberazione nazionale contro l'occupazione tedesca e contro i fascisti della Repubblica Sociale Italiana. La medaglia era corredata da un "Diploma di medaglia garibaldina" intestato al nominativo del decorato, rilasciato nel 1947, firmato da Pietro Secchia e Luigi Longo, rispettivamente commissario e comandante generale delle brigate.

## Descrizione
La medaglia era in bronzo e aveva la forma di una stella a cinque punte, che misurava 35,5 × 35,5 mm. I raggi della stella sono diedrici, lucidati su entrambi i lati.
Sul recto (diritto) della medaglia, al centro della stella, racchiusa all’interno di un cerchio, l'effige in bassorilievo col profilo di sinistra dell'eroe nazionale italiano Giuseppe Garibaldi.
L'iscrizione in rilievo sul verso (rovescio) della medaglia recita: "GUERRA DI LIBERAZIONE NAZIONALE" sulla circonferenza, "BRIGATE GARIBALDI" al centro, e la data "1943-1945" ("Guerra di liberazione nazionale - Brigate Garibaldi 1943-1945").
Sul raggio superiore è presente un occhiello per il fissaggio del nastrino a tre bande nei colori rosso (lati), verde (centro), bianco (filetti di bordatura).
Nel disegno della pergamena, sullo sfondo Giuseppe Garibaldi a cavallo, che guida i propri uomini in battaglia, in rosso; e in primo piano due partigiani contro un carro armato, in verde; poi nella parte destra la scritta
« DIPLOMA DI MEDAGLIA GARIBALDINA
concesso a …
in riconoscimento del valore militare e del grande amore di patria 
combattendo nelle Brigate d'assalto «Garibaldi», la guerra 
di liberazione contro i tedeschi e contro il fascismo. »
Seguivano le firme, riprodotte autografe, del Commissario Generale Secchia e del Comandante Generale Longo, con la data dell'8 settembre 1947, quarto anniversario dell'inizio della Resistenza armata.

## Insigniti
Fra i resistenti ai quali fu conferita – alcuni anche alla memoria – l'ex-calciatore del Milan Ferdinando Valletti, la contessa Daria Malaguzzi Valeri Banfi, ed Emilio Baletti, uno dei martiri di Fossoli; tra gli stranieri, il partigiano sovietico Məmməd Bağırov.
Nel 1965 una “medaglia garibaldina” speciale fu consegnata a Fidel Castro da una delegazione del PCI in visita a Cuba.